# Тааль (озеро)
Озеро Тааль — прісноводне озеро в провінції Батангас на острові Лусон у Філіппінах. Озеро заповнює кальдеру, яка утворилась внаслідок дуже сильного виверження вулкана приблизно від 500 000 до 100 000 років тому. Це третє за розміром озеро Філіппін після Лагуна-де-Бай і Ланао. В центрі озера лежить Вулканічний острів, який є місцем історичного виверження вулкана Тааль. На цьому острові, в свою чергу, є кратерне озеро, яке має назву Жовте озеро або Головне Кратерне озеро. Воно також має невеликий острів під назвою Вулкан Пойнт. Раніше вважали, що Вулкан Пойнт є найбільшим островом третього порядку у світі, однак у Канаді існує Острів Скарбів, який має набагато більший розмір і також розташований на прісному озері.

## Природоохоронна територія і управління
Уперше озеро Тааль набуло статусу національного парку, Національний парк вулкана Тааль, згідно з рішенням № 235 від 22 липня 1967, за яким цей парк займав площу 62292 га.
Відповідно до республіканського акта 7586, відомого під назвою «акт про Національну об'єднану систему природоохоронних територій (NIPAS) від 1992 року», назву території змінили на Природоохоронний ландшафт вулкана Тааль прокламацією 906 від 16 жовтня 1996 року. Природоохоронною територією управляє Рада з управління охоронною територією (РУЗТ), у якій на головній посаді перебуває Наглядач за охоронною територією. 2009 року РУЗД затвердила план управління, який нині слугує орієнтиром для робіт зі збереження озера.

## Історія

Філіппіни і озеро Тааль

Колись озеро Тааль було лише рукавом бухти Балаян. Серія великих вивержень на початку 18 століття розтрощила міста на березі озера землетрусами і уламками вулкана. Активність вулкана досягла максимуму під час виверження 1754 року, яке заблокувало тефрою річку Пансіпіт. Внаслідок цього рівень поверхні озера виріс на п'ять метрів і водою затопило деякі з прибережних міст (їхні залишки можна побачити на дні). Центри міст Ліпа, Тааль, Сала, Бауан, Танауан, які раніше лежали вздовж берега озера, переїхали на кілька кілометрів від берега після того, як активність вулкана зменшилась.
До виверження 1754 року кораблі могли вільно курсувати між озером і бухтою Балаян. Відтоді рівень води підвищився на п'ять метрів, а кілька століть опадів перетворили солону воду озера на прісну.

## Екологія
Оскільки озеро колись мало сполучення з морем, то в ньому мешкає багато ендемічних видів, які поступово пристосувалися до нових умов життя у прісній воді. Озеро має популяцію риб виду Caranx ignobilis, яких місцеві жителі називають маліпуто і яких також знайдено в річці Пансіпіт. Найбільш популярним ендемічним видом озера є прісноводна сардина Sardinella tawilis, яка підлягає надмірній експлуатації. Інші два ендемічні види риб — це види бичкових: Gnatholepis volcanus і Rhinogobius flavoventris.
В озері водиться одна із найрідкісніших морських змій, Hydrophis semperi. Це лише одна із двох «справжніх» морських змій про яких відомо, що вони повністю живуть у прісній воді (другий вид — Laticauda crockeri мешкає на Соломонових Островах). Акула-бик також колись мешкала в озері, але її винищили місцеві жителі до початку 1930-х років.

### Поява чужорідної риби
Виявлено, що в озері з'явились хижі риби (Parachromis managuensis), які перш за все поїдають інших риб. Вони можуть процвітати в будь-якій частині озера через достатню кількість водної рослинності, яку вони використовують для розмноження і харчування, а також через наявність достатньої кількості їжі та сприятливі природні умови. Присутність цього виду може серйозно нашкодити популяціям ендемічних риб.

### Замор риби

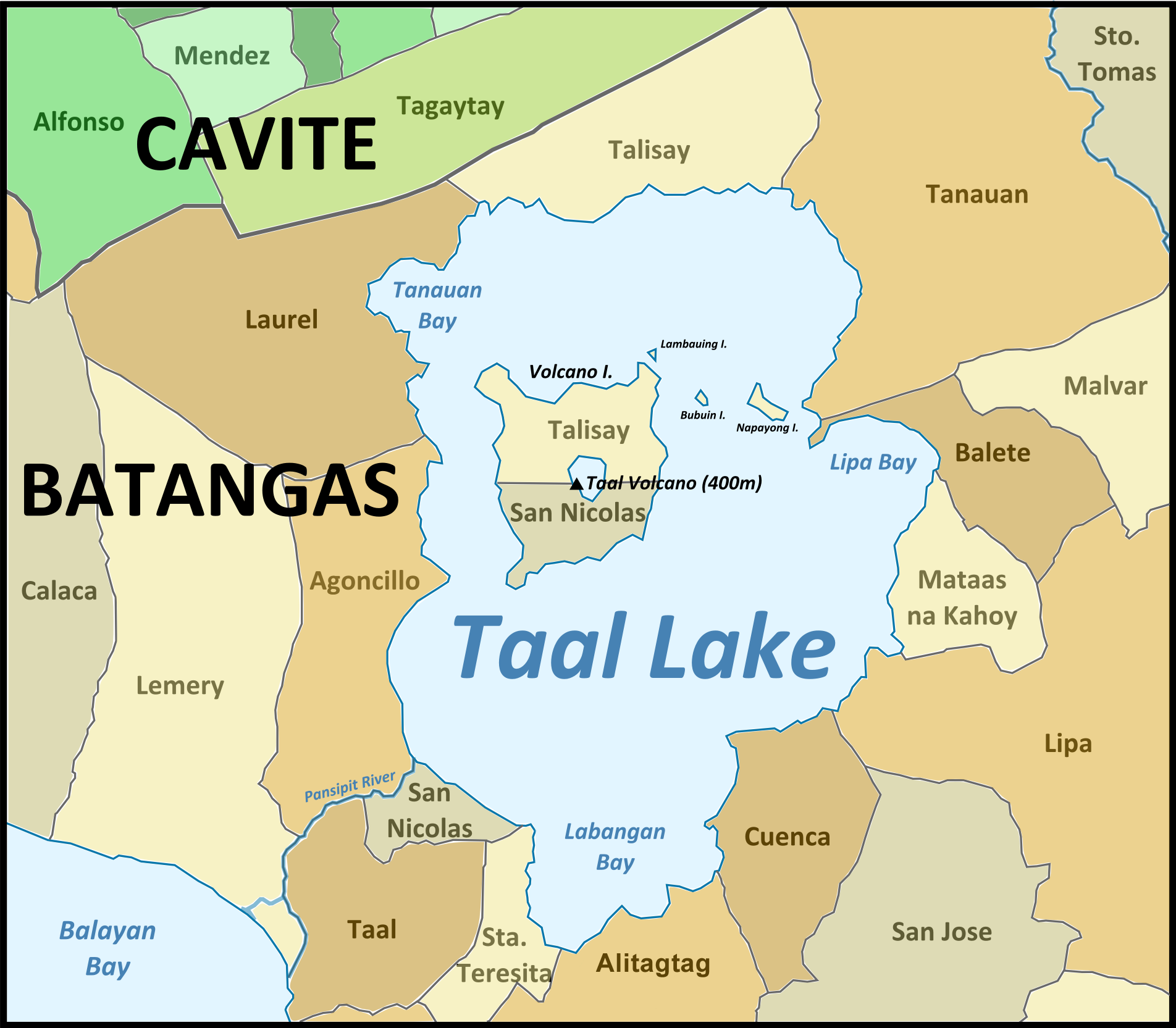
Озеро Тааль і сусідні райони

5 січня 2008 року Бюро з риболовлі та водних ресурсів повідомило, що замор риби в озері Тааль (від 2 до 4 січня) призвів до втрати 50 тонн вирощуваної тиляпії вартістю ₱ 3,25 млн. ($79,268), а також 6000 особин маліпуто ($5,609). До загибелі риби призвів високий рівень сірководню в Амбулонгу при низькому рівні розчиненого у воді оксигену.
30 травня 2011 року Бюро з риболовлі та водних ресурсів повідомило про замор 750 тонн риби. За словами науковців, прихід дощового сезону раптово понизив температуру води в озері, а це призвело до падіння рівня оксигену у воді.

## Туризм
Туристам доступні регулярні тури по озеру. Досягнувши Вулканічного острова, вони можуть піднятися на його вершину на конях. Під час підйому і спуску перед туристами розгортається приголомшливий краєвид озера і його околиць.
У середині 2007 року розгорівся скандал, коли південнокорейська фірма Jung Ang Interventure отримала дозвіл на будівництво фітнес-клубу на Вулканічному острові. Впродовж кількох наступних тижнів кілька представників уряду виразили своє незадоволення проектом.
28 червня Міністерство довкілля і природних ресурсів Філіппін (МДПР) призупинило дію дозволу корейській фірмі на будівництво, вимагаючи, щоб вони отримали інші необхідні дозволи. Бачачи несхвальну реакцію громадськості на будівництво, МДПР відкликало дозвіл.

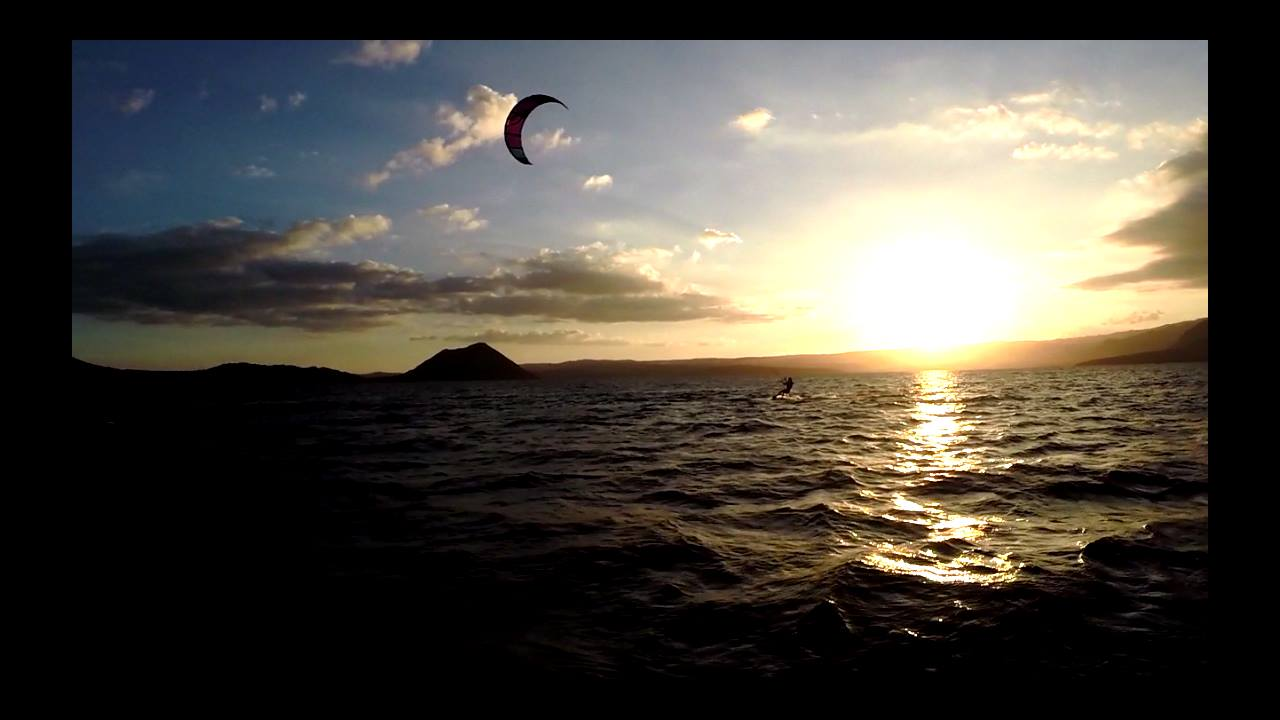

Станом на 2015 рік озеро Тааль є чудовим місцем для кайтсерферів, оскільки являє собою широкий простір майже без перешкод. Ще однією перевагою є близькість до столиці Філіппін Маніли.

## Галерея

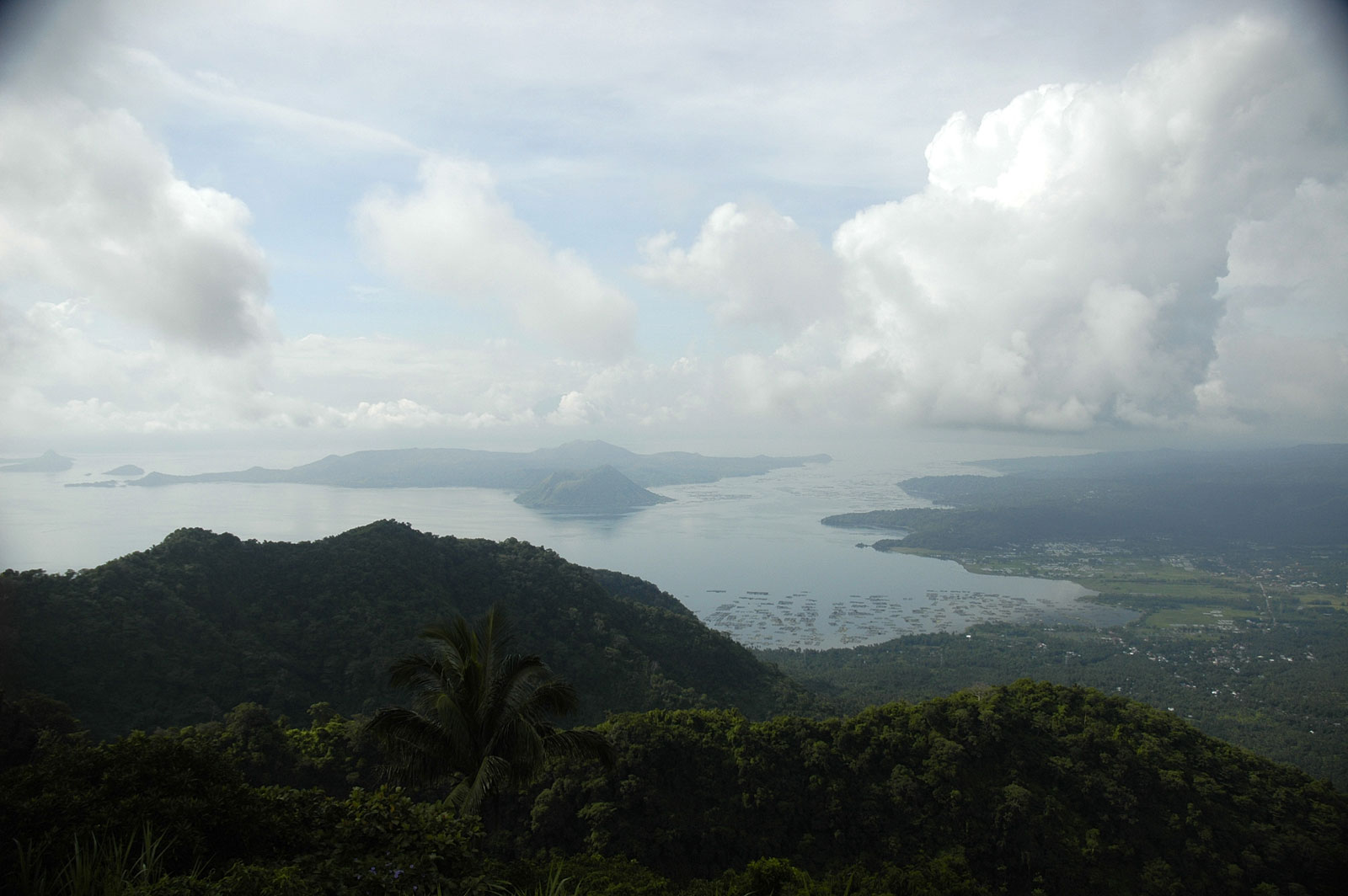
Краєвид озера з височини.
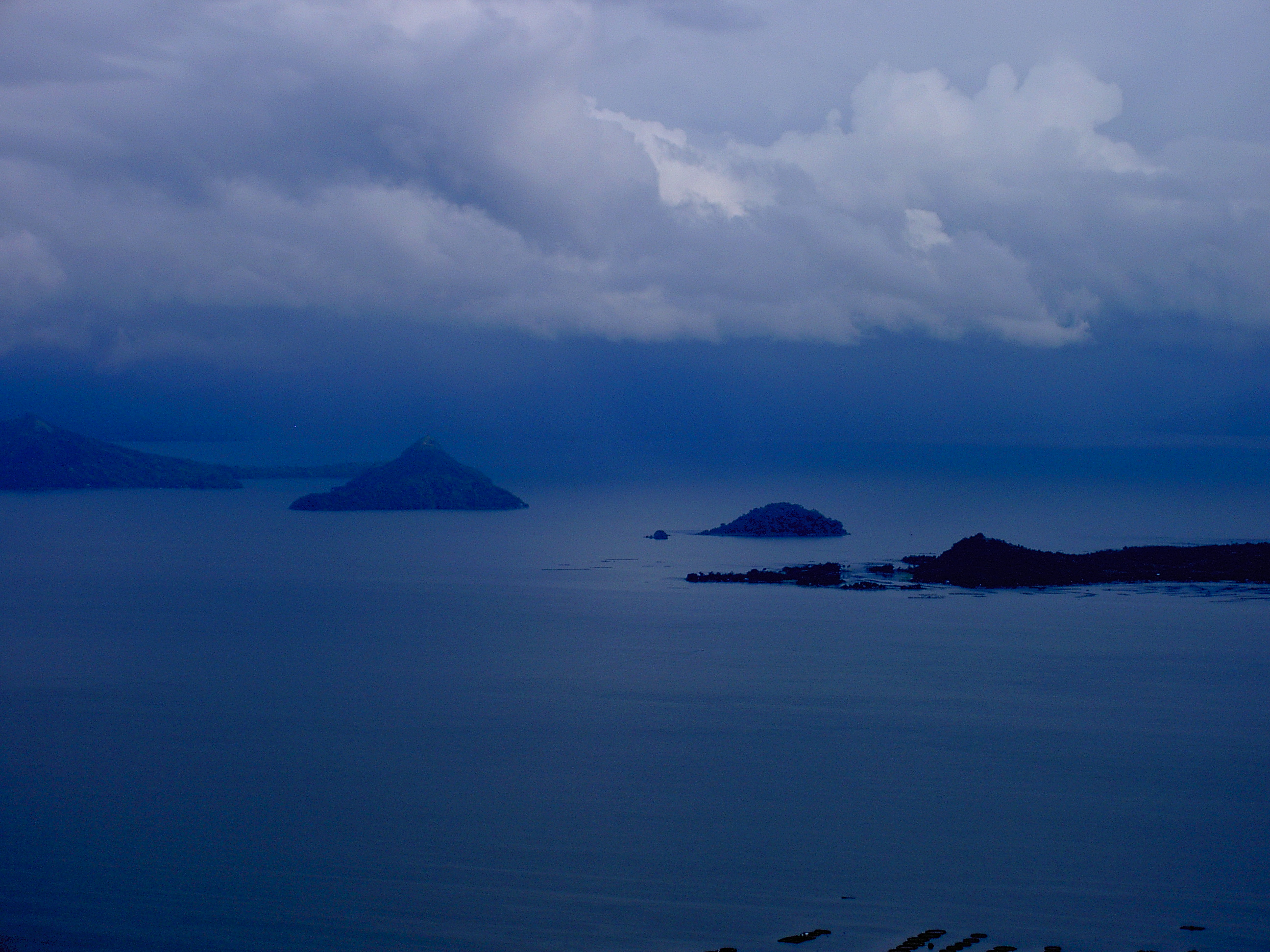
Краєвид озера в похмурий день.
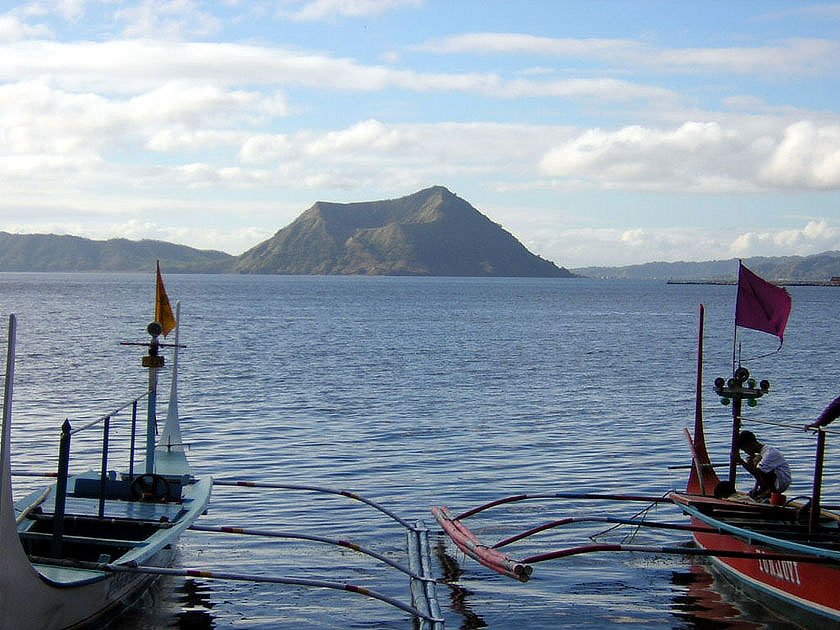
Краєвид вулкана Тааль із риболовецького човна.
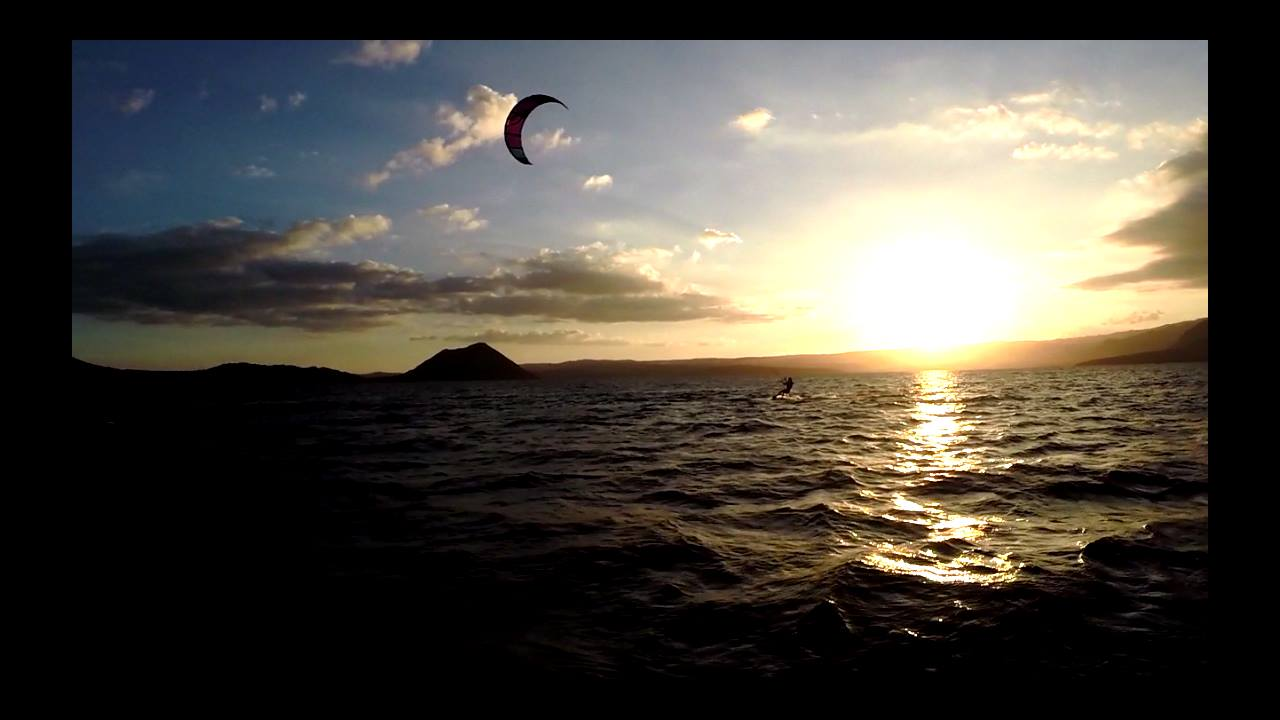
Домівка асоціації кайтсерферів.

## Цікаво
- Всередині цього озера Тааль є ще один острів, вулканічний, а всередині нього є ще одне кратерне озеро. А всередині цього озера є ще один острів Вулкан Пойнт.